# Rana neba
Rana neba es una especie de anfibio anuro de la familia Ranidae.

## Distribución geográfica
Esta especie es endémica de Japón. Se encuentra en las prefecturas de Nagano, Aichi y Shizuoka.

## Descripción
Los machos miden de 37 a 48 mm y las hembras de 44 a 45 mm.

## Etimología
El nombre de la especie le fue dado en referencia al lugar de su descubrimiento, Neba.

## Publicación original
- Ryuzaki, Hasegawa & Kuramoto, 2014 : A new brown frog of the genus Rana from Japan (Anura: Ranidae) revealed by cytological and bioacoustic studies. Alytes, vol. 31, p. 49-58.[4]